# Leone di San Marco
Per Leone di San Marco, o Leone Marciano, s'intende la rappresentazione simbolica dell'evangelista Marco, raffigurato in forma di leone alato. Altri elementi in varie combinazioni presenti sono l'aureola sul capo e un libro aperto tra le zampe con scritto "PAX TIBI MARCE /  EVANGELISTA MEVS".

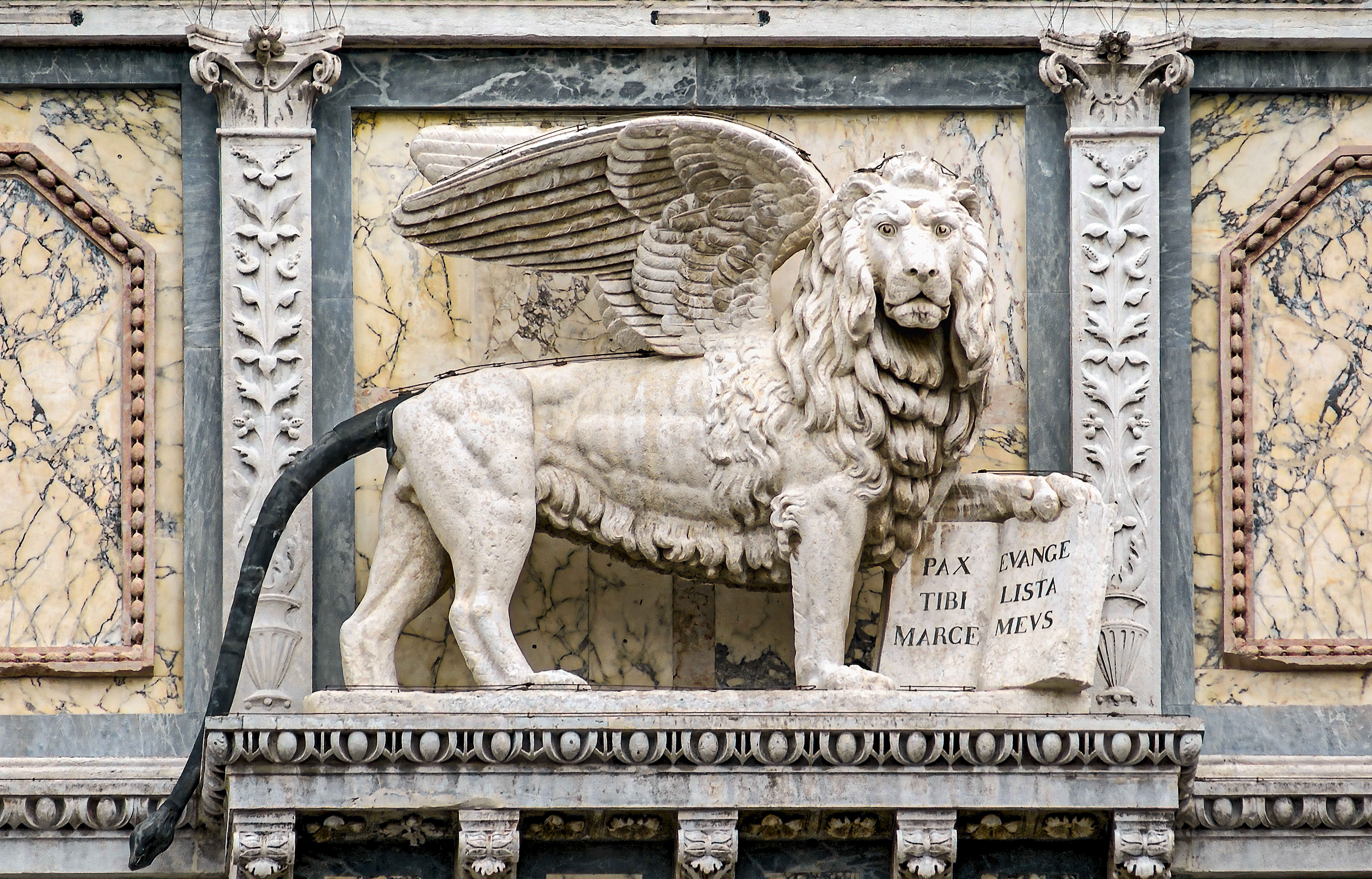
Leone di San Marco a Venezia sulla facciata della Scuola Grande di San Marco.

## Descrizione
Il Leone di San Marco è il secolare simbolo della città di Venezia, della sua antica Repubblica e attuale simbolo del Comune e della Provincia di Venezia, nonché della Regione Veneto e di numerosi altri enti e amministrazioni civili, militari e politici.

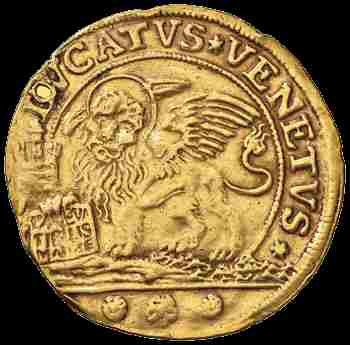
ducato veneto di Pietro Grimani

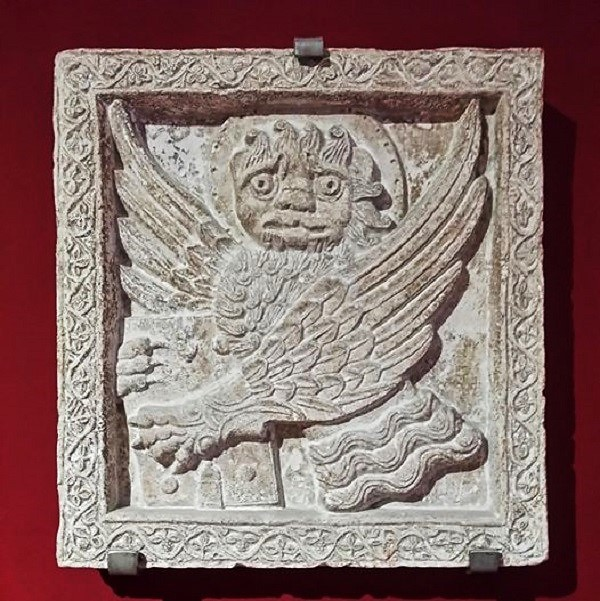
Leone in moleca nascente dalle acque del sec. XIII nel Museo Correr

Il Leone Marciano compare in tutte le città che sono state sotto il dominio della Repubblica Veneta (solitamente nelle piazze principali e nei palazzi storici). Lo si trova su bandiere, gonfaloni, stemmi, pozzi, statue e monete. Compare nella bandiera navale, sia mercantile sia militare, della Repubblica Italiana.
Una delle più antiche raffigurazioni del Leone di San Marco è il Leone "in moleca"  nascente dalle acque del sec. XIII del Museo Correr a Venezia che si trovava alla base del campanile di Sant'Aponal.
La figura del Leone di San Marco è anche il simbolo del premio del Festival del cinema di Venezia, ovvero il Leone d'oro, delle Assicurazioni Generali, sulla maglia del Benetton Rugby di Treviso e del Venezia Football Club. È infine usato dallo United States Army Africa (USARAF), già Southern European Task Force (SETAF), di base a Vicenza.
La figura del Leone Alato è anche il simbolo e il logo che appare sulle maglie e sui vessilli della squadra di calcio del Latina, in onore di uno dei due Santi Patroni della città, ossia San Marco, e delle popolazioni, in maggioranza provenienti dalle terre venete, che si insediarono nell'Agro Pontino, contribuendo alla bonifica e redenzione delle sue paludi negli anni venti e trenta.

## Il leone di piazza San Marco

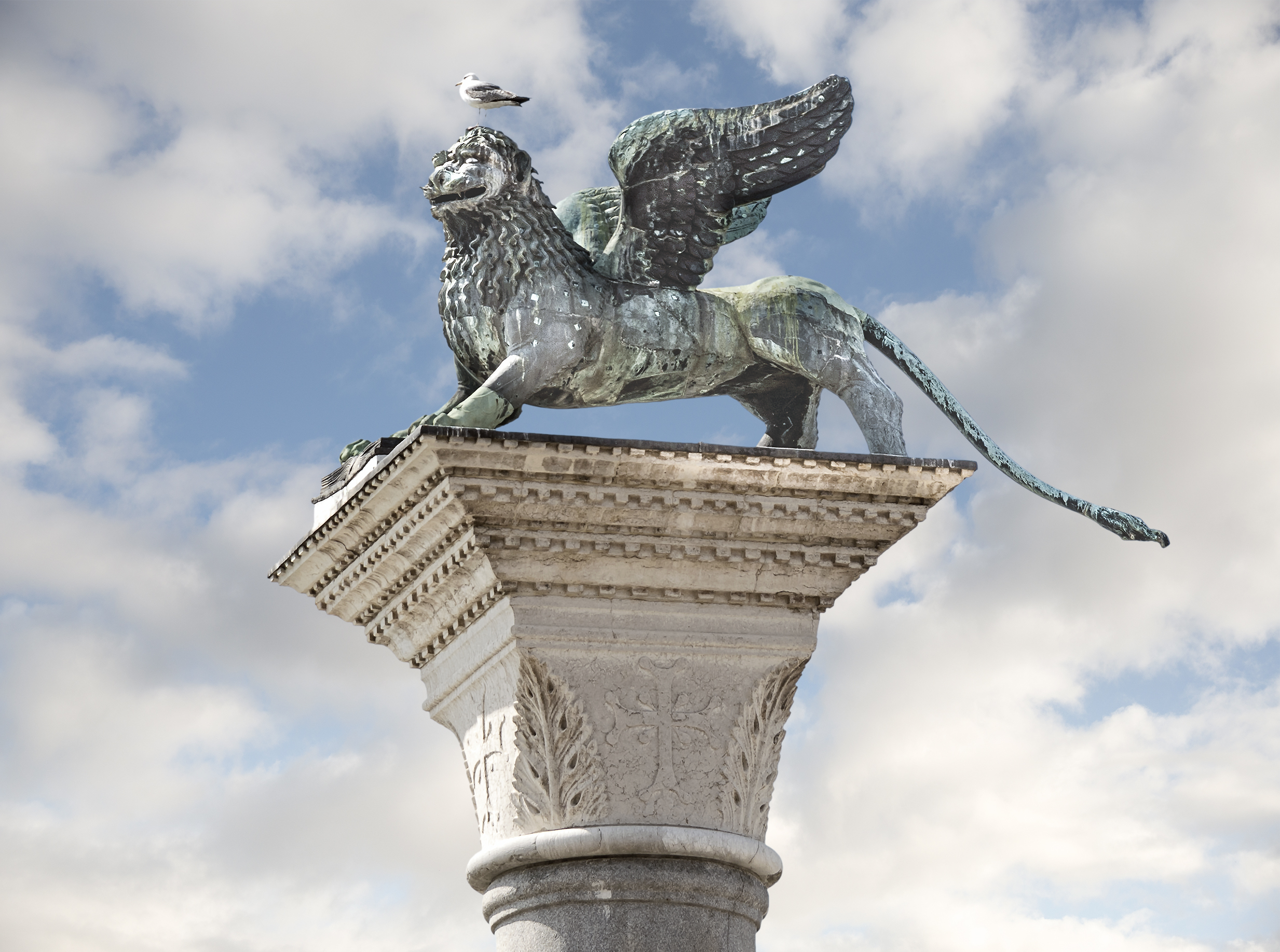
La statua posta sulla colonna di San Marco in Piazza San Marco.

Il leone più famoso è forse quello posto sopra la colonna che tuttora sovrasta piazza San Marco a Venezia. L'origine di questa statua bronzea è attualmente dibattuta, seppur le diverse versioni concordano sul fatto che si tratti di un'opera importata, poi rielaborata come leone alato e più volte restaurata.
Secondo numerosi studiosi questo sarebbe stato un monumento eretto a Sandan, protettore della città di Tarso. Qui, secondo gli studi degli archeologi, esisteva intorno al III secolo un monumento in cui la divinità appariva ergersi su un grande leone alato e cornuto, di aspetto compatibile con quello del leone di San Marco. Tarso fu sede vescovile almeno fino al VI secolo ed è plausibile che questa statua sia stata abbattuta perché ritenuta pagana, conservando solo la semplice raffigurazione leonina (o un grifone con la testa di leone). Fino a che i veneziani, che erano soliti portare in patria bottini di guerra, non si sono impadroniti della statua.
Studi pubblicati nel 2024 tendono a smentire questa ipotesi classica, e posticipano la datazione all’VIII secolo identificando la statua come una produzione proveniente dalla Cina, giunta a Venezia in maniera ancora non chiara, forse in seguito alla missione diplomatica veneziana del XIII secolo portata a buon fine dai Polo (il padre e lo zio di Marco). Oltre a raffronti stilistici abbastanza stringenti con la statuaria cinese rituale del periodo, la prova più forte per tale ipotesi è data dall’analisi fisica della lega di bronzo con cui è stata realizzata buona parta dell’opera originale (molte comunque sono state le modifiche realizzate successivamente in ambito veneziano). La composizione del bronzo ed in particolare le tracce degli isotopi del piombo che lo compongono come impurità del rame, collimano con l'impronta digitale degli isotopi che ha il materiale estratto da miniere di rame situate nell’area orientale della Cina, nel bacino inferiore del fiume Azzurro. Gli studiosi hanno trovato una forte correlazione anche con gli isotopi caratteristici delle miniere di rame in Sud America ma, vista la situazione dell'epoca e la mancanza di contatti con quel continente, è stata esclusa quest'ultima ipotesi in favore di quella cinese.

## Lettura dell'immagine

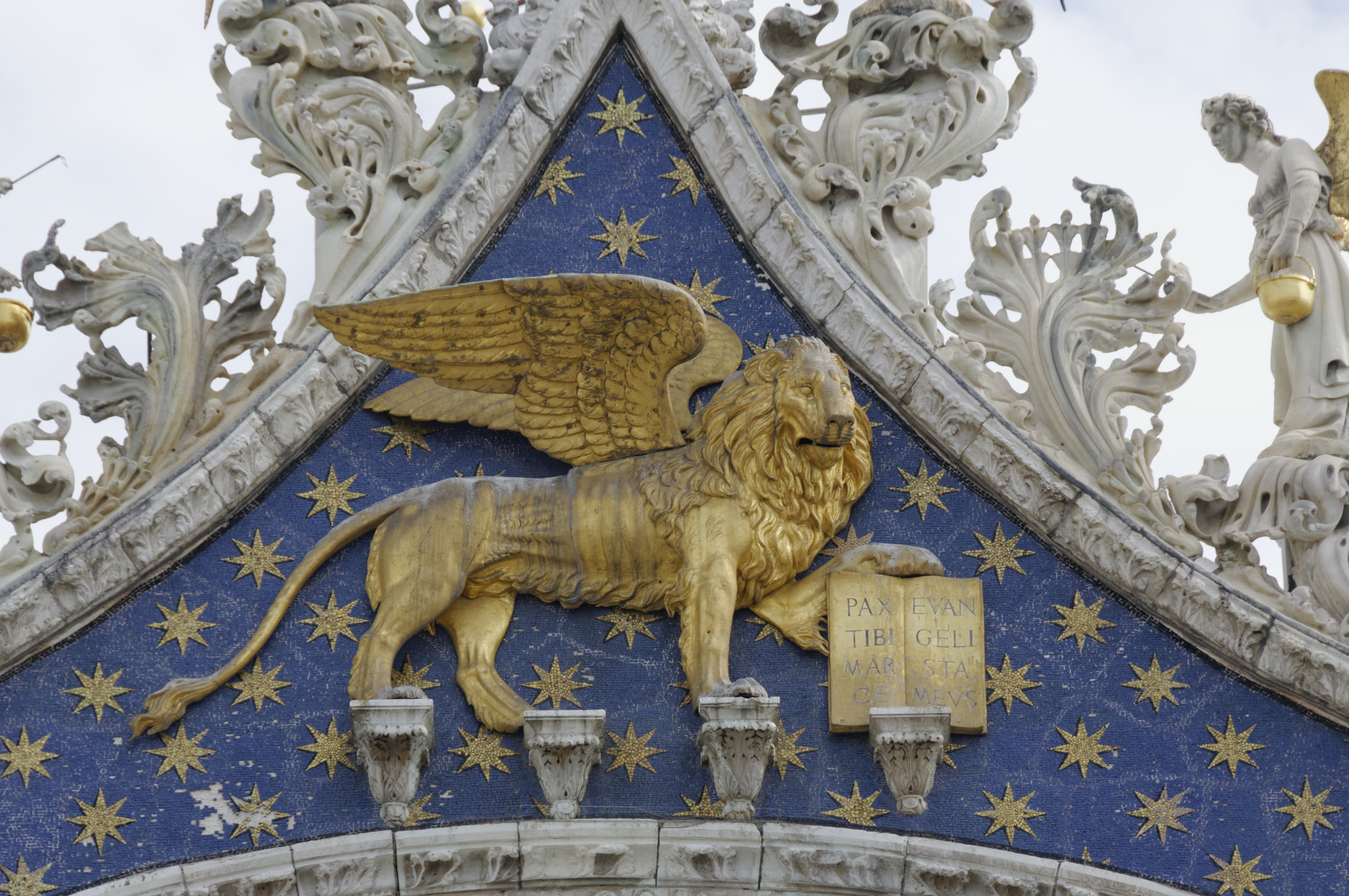
Leone di San Marco sulla basilica a Venezia.

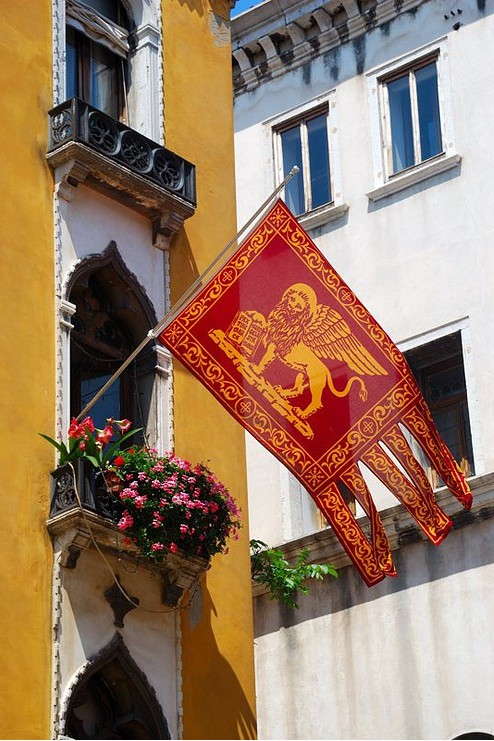
La bandiera di Venezia e della sua storica Repubblica con sei frange finali

### Marco e il leone nella simbologia cristiana universale
La rappresentazione di San Marco in forma di leone è tipica dell'esegesi patristica e dell'iconografia cristiana e deriva dalle visioni profetiche contenute nel versetto dell'Apocalisse di San Giovanni 4, 7. Il leone è infatti uno dei quattro esseri viventi descritti nel libro come posti attorno al trono dell'Onnipotente e intenti a cantarne le lodi, poi scelti sulla base dell’associazione indicata da San Girolamo come simboli dei quattro evangelisti. In precedenza questi "esseri" erano stati descritti dal profeta Ezechiele nel suo libro contenuto nell'Antico Testamento.
Il leone è associato a San Marco in funzione delle parole con le quali comincia il suo Vangelo in riferimento a San Giovanni Battista che predicava nel deserto dove c'erano bestie selvatiche
Come è scritto nel profeta Isaia: «ecco, io mando il mio messaggero davanti a te, egli ti preparerà la strada.
Voce di uno che grida nel deserto: preparate la strada del Signore, raddrizzate i suoi sentieri».»
(Vangelo secondo Marco 1,1-3)
Il Battista vestiva nell'immaginario cristiano una pelle di leone (nonostante il Vangelo secondo Marco riporti che vestisse peli di cammello) e la frase evangelica della voce che grida nel deserto richiamava l'idea di un ruggito nel deserto.
Il leone simboleggia anche la forza della parola dell'Evangelista, le ali l'elevazione spirituale, mentre l'aureola è il tradizionale simbolo cristiano della santità.

### Associazione tra il leone di San Marco e Venezia
Il legame del leone di San Marco con Venezia deriva da un'antichissima tradizione secondo la quale un angelo in forma di leone alato avrebbe rivolto al Santo, naufrago nelle lagune, la frase: «Pax tibi Marce, evangelista meus. Hic requiescet corpus tuum» (Pace a te, Marco, mio evangelista. Qui riposerà il tuo corpo) preannunciandogli che in quelle terre avrebbe trovato un giorno riposo e venerazione il suo corpo. Il libro, spesso erroneamente associato al Vangelo, ripropone proprio le parole di benvenuto del leone e, nella maggior parte delle rappresentazioni veneziane, si presenta aperto recando solitamente la scritta latina «PAX TIBI MARCE EVANGELISTA MEVS».

Stemma della repubblica di Venezia nella variante del XIV secolo

Il simbolo leonino esprimeva anche il significato araldico di maestà e potenza (tratto quest'ultimo sottolineato soprattutto dalla coda felina alzata), mentre il libro ben esprimeva i concetti di sapienza e di pace e l'aureola conferiva un'immagine di pietà religiosa.
La spada, oltre al significato di forza militare, è invece anche simbolo di giustizia e difatti è ricorrente nelle rappresentazioni, antropomorfe e no, della Giustizia.
Erano dunque simbolicamente presenti tutti i caratteri con cui Venezia ama pensare e descrivere sé stessa: maestà, potenza, sapienza, giustizia, pace, forza militare e pietà religiosa.
Numerose le interpretazioni simboliche possibili riguardo alla combinazione tra spada e libro:
- il solo libro aperto è ritenuto simbolo della sovranità dello Stato (numerose le raffigurazioni dei Dogi della Repubblica di Venezia inginocchiati davanti a tale rappresentazione);
- il solo libro chiuso è invece ritenuto simbolo della sovranità delegata e quindi delle pubbliche magistrature;
- il libro aperto e la spada a terra (non visibile) sono popolarmente, ma erroneamente, ritenuti simbolo della condizione di pace per la Serenissima;
- il libro chiuso e la spada impugnata sono invece popolarmente, ma erroneamente, ritenuti simbolo della condizione di guerra per la Serenissima;
- il libro aperto e la spada impugnata sono infine ritenuti simbolo della pubblica giustizia.[9][10]

Tuttavia tali interpretazioni non sono universalmente accettate in quanto la Serenissima non codificò mai i propri simboli rappresentati in modo assai vario. Rare, ma presenti, sono anche raffigurazioni del leone privo sia del libro, sia della spada, sia dell'aureola (soprattutto nella rappresentazione statuaria).
Dopo la conquista della Terraferma avvenuta nel sec. XV nelle raffigurazioni il leone poggia le zampe anteriori su una terra in cui spesso compare anche una città turrita e quelle posteriori sull'acqua: tale particolare rappresentazione intendeva indicare lo Stato da Tera in aggiunta all'originario Stato da Mar.

## Differenti versioni del Leone di San Marco
L'immagine del Leone di San Marco può essere rappresentata in oltre cinquanta varianti;   le principali positure sono:
| Posizione                        | Esempio                 | Descrizione |
| -------------------------------- | ----------------------- | --- |
| andante                          |                         | Ovvero quando è possibile vedere per intero il corpo del leone di profilo, appoggiato su tre zampe mentre l'anteriore destra è poggiata sul libro: tipica raffigurazione presentata nelle bandiere e nelle grandi statue, dove vi era abbondanza di spazio per riportare la rappresentazione completa                                                                                              |
| rampante                         | raffigurazione del 1651 | Di profilo e ritto sulle zampe posteriori e con le zampe anteriori regge il libro e la spada. |
| in moléca (pronunciato in moéca) |                         | Il leone è accovacciato e posizionato frontalmente con le ali spiegate a ventaglio assumendo un aspetto simile al granchio con le chele aperte (in dialetto veneziano moléca è appunto il nome dei piccoli granchi in periodo di muta). È una versione molto usata su spazi ridotti, per la semplicità e la compattezza grafica, soprattutto su monete, sigilli, stemmi e bassorilievi stiacciati. |

Con la venuta dei francesi nel 1797, il leone lapideo venne democratizzato e nel libro aperto venne scritto DIRITTI E DOVERI / DELL'UOMO E DEL CITTADINO. Durante il dominio francese, il leone marciano era rappresentato con il berretto frigio su sfondo celeste, all'interno dello stemma del Regno d'Italia napoleonico. In quegli anni il Comitato di salute pubblica, organo della Municipalità di Venezia, lamentando la pesante situazione politica della città, istituì una Giunta Criminale per avviare la repressione del dissenso e decretò la pena di morte per chiunque avesse pronunciato l'antico motto "Viva san Marco!"; inoltre, centinaia di leoni alati e sculture raffiguranti la Repubblica di Venezia vennero distrutti.

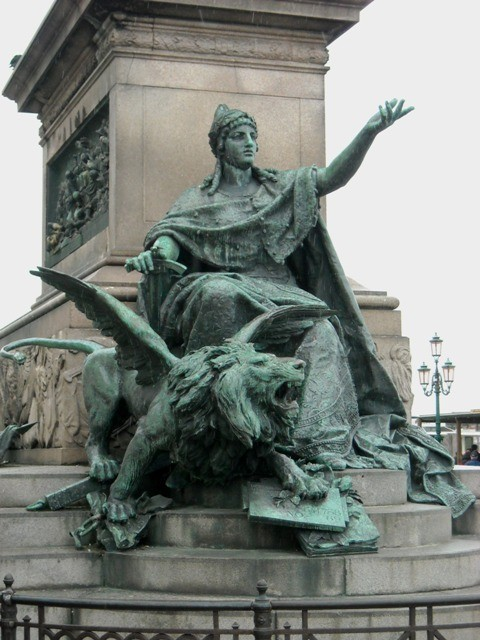
Monumento Vittorio Emanuele II a Venezia sulla Riva degli Schiavoni

Ai piedi del monumento equestre a Vittorio Emanuele II (realizzato da Ettore Ferrari nel 1887) situato in Riva degli Schiavoni, il leone marciano ruggente, posto davanti alla personificazione dell'Italia, posa simbolicamente la zampa anteriore sinistra su una lapide con i risultati del plebiscito del Veneto del 1866 (che sancì l'unificazione delle province venete al Regno d'Italia), posta a sua volta sul libro con la tradizionale scritta "Pax tibi Marce, evangelista meus".
Nell'esercito collaborazionista della Repubblica Sociale Italiana, i soldati del 1º Reggimento "San Marco", poi disciolto nella Xª Flottiglia MAS, portavano sulle mostrine il leone andante con il libro alzato e chiuso e alla base il motto latino Iterum rudit leo ('Il leone ruggisce ancora').
Il simbolo del Reggimento lagunari "Serenissima" della Repubblica Italiana (detto "MAO", 'Mostrina Avambraccio Ordinaria', in quanto viene portato sull'avambraccio delle uniformi dei lagunari) rappresenta un leone di San Marco in moleca nella sua versione popolarmente detta "da guerra" (quindi libro chiuso e spada alzata), a cui fanno da cornice un'ancora e due fucili.

## La leontoclastia

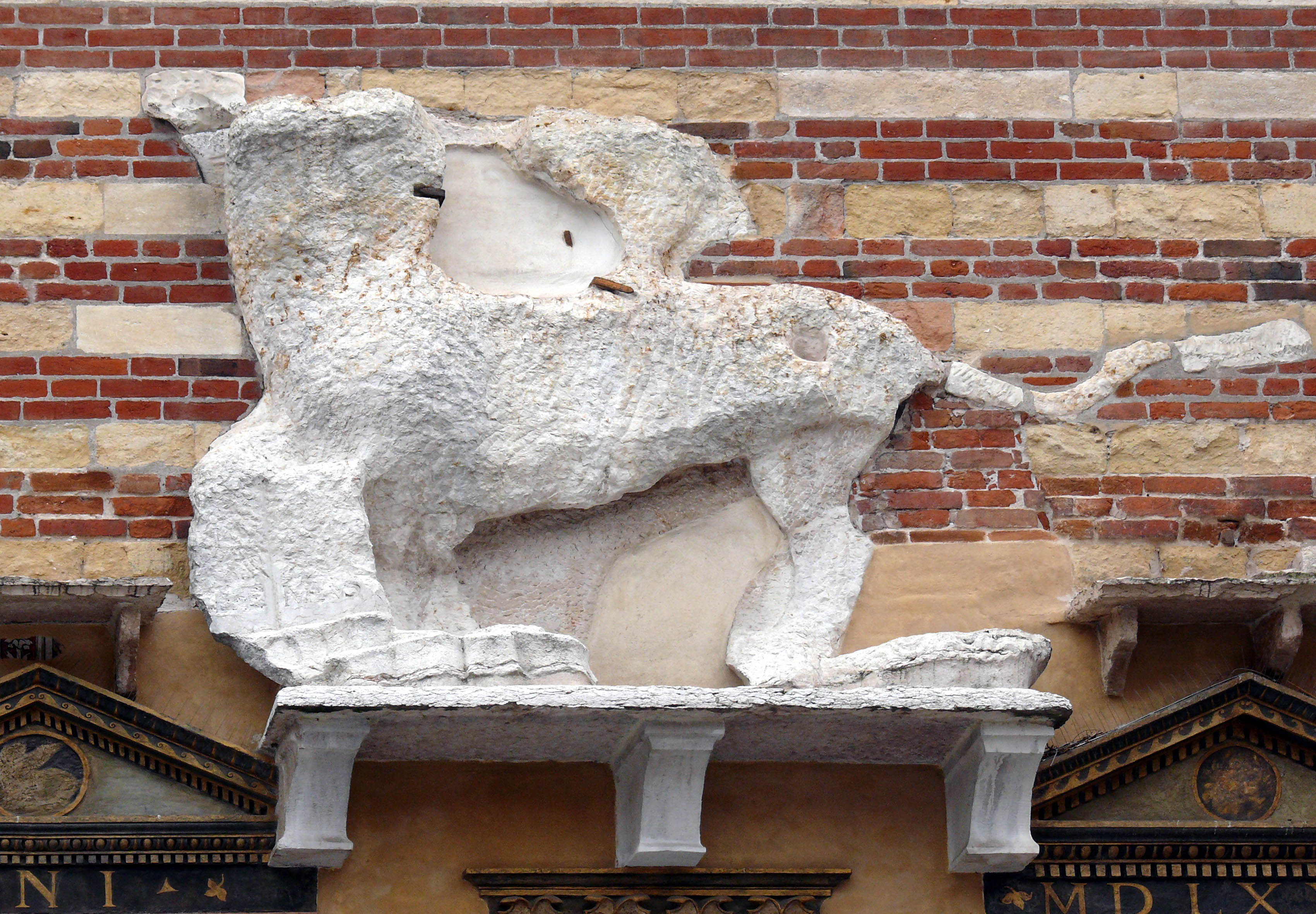
Leone marciano in Piazza dei Signori a Verona, fatto scalpellare da Napoleone dopo la sconfitta della città

Negli anni che fecero seguito alla definitiva caduta della Repubblica di Venezia, ebbe luogo una "strage" iconoclasta dei leoni marciani, perpetrata dagli occupanti francesi e dai giacobini locali a partire dal 1797, quale distruzione simbolica dell'ancien régime.
Questi interventi distruttori non riguardarono soltanto le sculture o le raffigurazioni pittoriche dei leoni veneziani: anche stemmi, pennoni, bandiere e altri manufatti furono spesso vandalizzati o fatti a pezzi. Emblematico il caso delle insegne dei rettori veneziani di Verona, trascinate nel fango e poi bruciate dai giacobini in piazza Bra il 7 maggio 1797, mentre essi danzavano la Carmagnola attorno all'albero della libertà, presso i resti del monumento che avevano appena demolito.

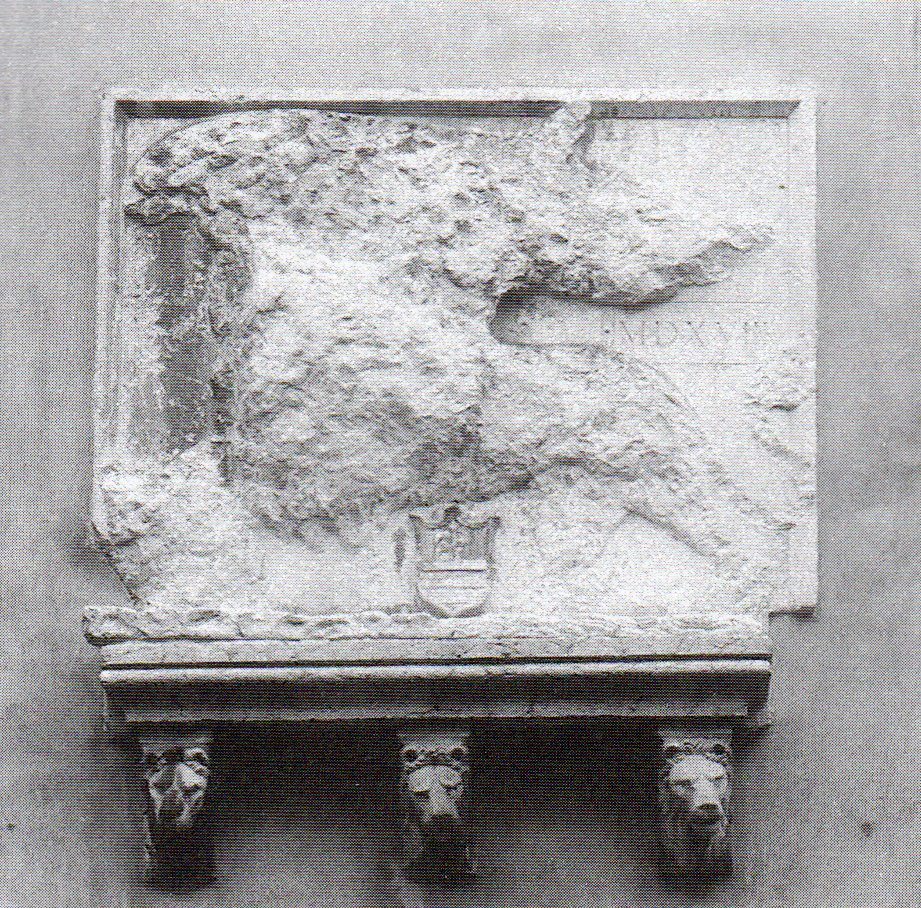
Leone del 1518 scalpellato a Belluno in Piazza Mercato

Una prima ondata di distruzione di leoni veneziani era avvenuta al tempo della guerra della Lega di Cambrai, portata contro la Serenissima dal 1508 al 1516, ad opera delle truppe coalizzate, specie francesi e imperiali. I leoni di San Marco furono invece rispettati dagli austriaci negli anni della Restaurazione, in segno di discontinuità con la Rivoluzione francese, ma anche dagli Ottomani. (sia pure, in questo caso, solo in quanto preda bellica da esibire a mo' di trionfo) nelle località da essi conquistate alla Repubblica di Venezia.
La più capillare "leontoclastìa" mai verificatasi nella storia rimane dunque quella operata dalle truppe francesi di Napoleone Bonaparte nel 1797, all'indomani della sollevazione legittimista delle Pasque Veronesi. Nell'ex-dominio di Terraferma, le municipalità giacobine e filo-francesi imponevano alle famiglie nobiliari di abbattere o scalpellare dai rispettivi palazzi e a proprie spese i rispettivi emblemi; così a Verona, fra maggio e giugno del 1797, ma anche in altre città in Veneto e nella Lombardia veneta.  Nella sola città lagunare, circa mille leoni esterni agli edifici (salvo alcuni dentro il Palazzo Ducale e quelli dentro le chiese, che furono risparmiati) furono abbattuti da squadre di tagliapietre incaricati dalla municipalità democratica che, con decreti del 29 maggio e del 24 luglio 1797, aveva ordinato di abbatterli o scalpellarli. In terraferma veneta ascendono «ad almeno quattromila, tra grandi e piccoli, gli esemplari marciani danneggiati o totalmente distrutti. Si infierì naturalmente sugli emblemi delle porte civiche, delle mura, degli edifici pubblici e privati e in primo luogo su quelli svettanti dalle colonne».
Nuove ondate di distruzione di leoni marciani si ebbero alla fine del XIX secolo da parte di croati del Litorale austriaco, quale reazione al nazionalismo italiano e all'irredentismo che si stava diffondendo nelle comunità italiane d'Istria e Dalmazia; poi nel 1932-1933; dopo la caduta del fascismo e l'8 settembre 1943, fino al 1945; e infine, nel 1954, a Zara, nella Jugoslavia socialista del maresciallo Tito. Da parte slava si vedeva nel leone marciano non più il simbolo di Venezia o dell'evangelista, ma quello del nazionalismo italiano, che lo aveva strumentalizzato per fini propagandistici; durante la seconda guerra mondiale, paradossalmente, sia gli ustascia (filonazisti) sia i partigiani jugoslavi (comunisti) erano accomunati dall'opera di devastazione dei leoni di San Marco e di altri monumenti storici e artistici di grande valore.

## I gonfaloni della Repubblica di Venezia

Bandiera della Repubblica di Venezia usata sulla galea del doge Domenico II Contarini detta appunto Bandiera Contarina

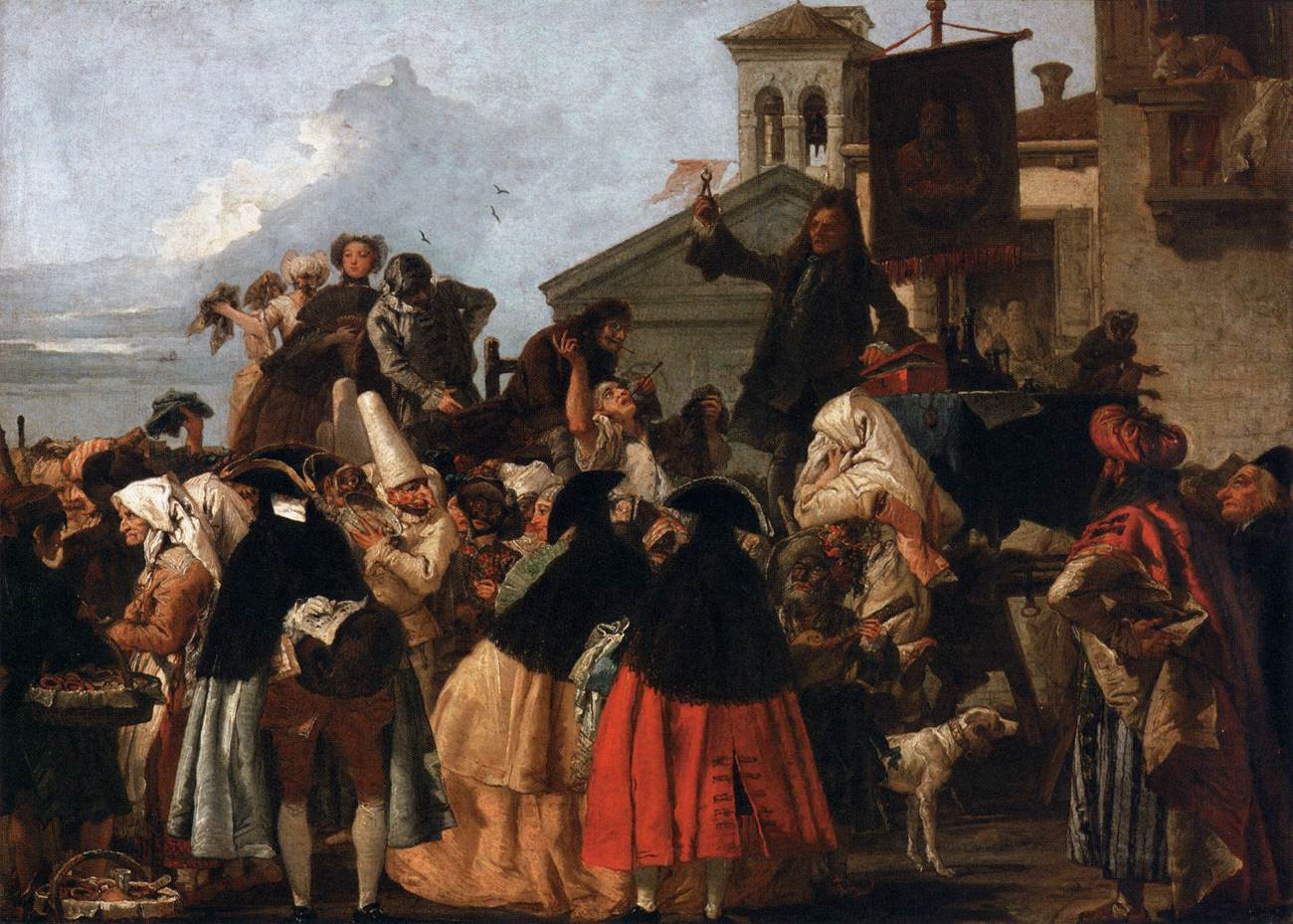
In questo dipinto è possibile vedere l'abao con appeso il gonfalone di San Marco durante la festa del carnevale

Il più antico gonfalone e simbolo di Venezia era probabilmente costituito da una croce dorata in campo azzurro (i colori dell'Impero Bizantino, di cui la città faceva formalmente parte). Fino al IX secolo il protettore di Venezia fu San Teodoro di Amasea poi affiancato e sostituito nel XIII secolo da San Marco durante le guerre contro la Repubblica di Genova, in quanto gli stendardi raffiguranti san Teodoro e San Giorgio erano estremamente simili ed ingannavano i marinai. Sulle navi era molto usata l'impresa della Repubblica, una bandiera azzurra raffigurante il leone di San Marco con spada e libro dorato, la bandiera veniva usata per invocare la protezione del santo.
Con la traslazione in città del corpo dell'evangelista san Marco e la sua adozione a santo patrono della città e dello Stato, si prese a raffigurare il santo in figura umana negli stemmi e nei gonfaloni pubblici.

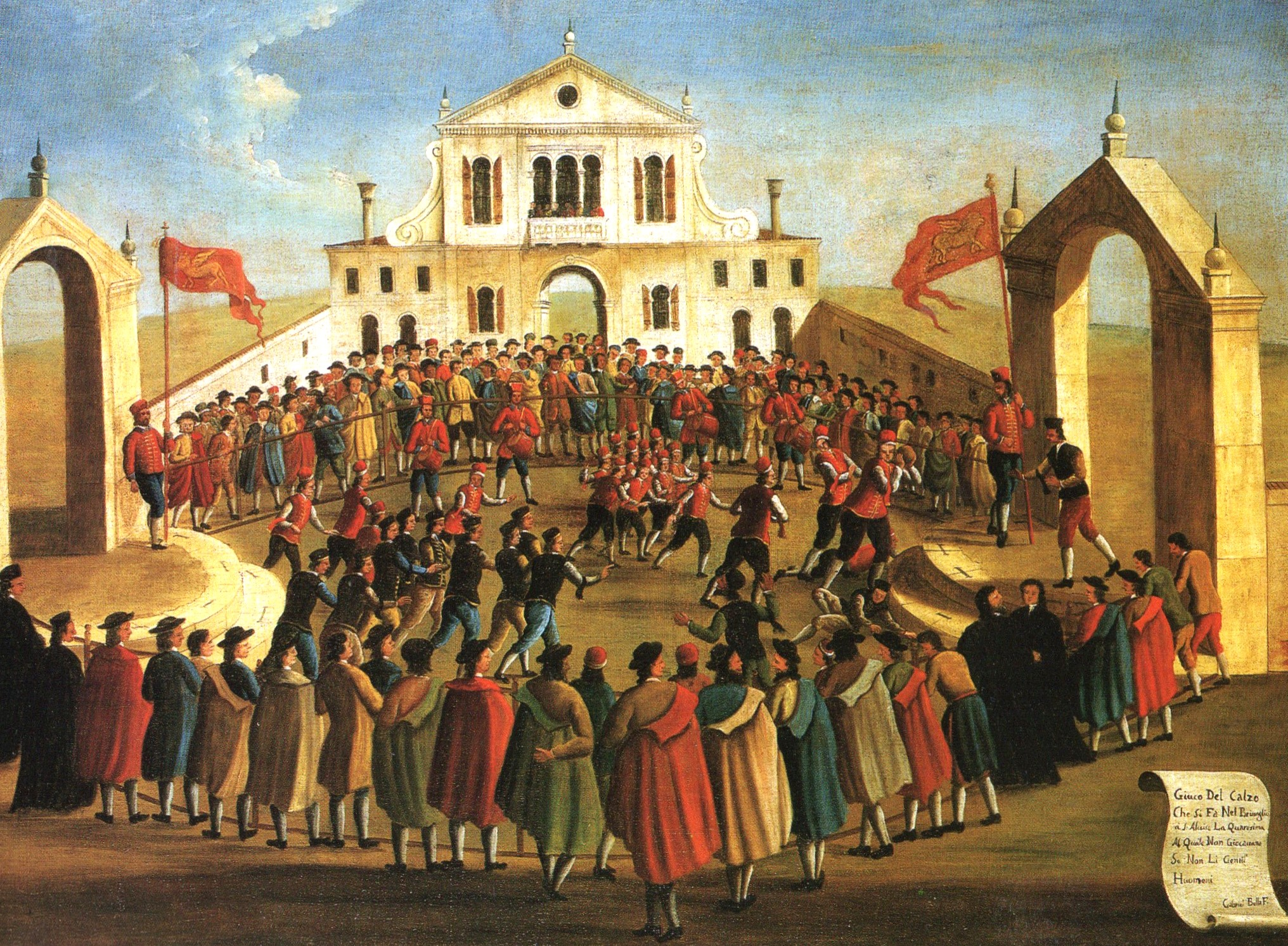
Gabriel Bella Gioco del calcio a Sant'Alvise, Venezia, Fondazione Querini Stampalia

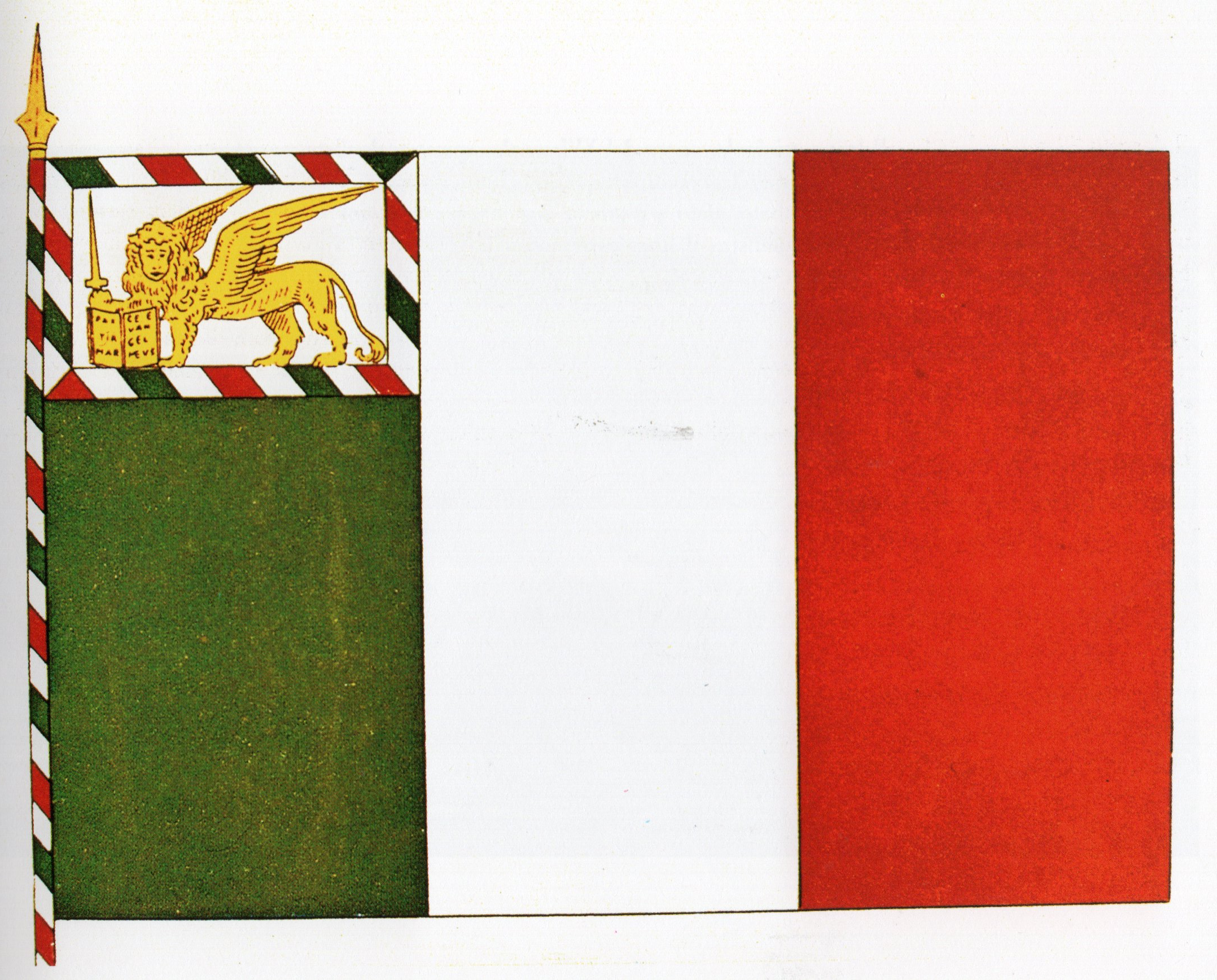
Bandiera della Repubblica Veneta del 1848 con leone inquartato

Le prime raffigurazioni di san Marco in forma di leone alato sembra fossero adottate nel 1261, quando, con la caduta dell'Impero Latino, Venezia strinse maggiori rapporti con l'Egitto, terra il cui sultano, Baybars, innalzava un leone andante quale stemma, e il porto di Alessandria d'Egitto, città di cui il santo era stato primo vescovo. In quest'epoca la raffigurazione preminente era quella del leone in moleca.
A metà del XIV secolo si iniziò poi a esporre gonfaloni nei quali campeggiava il classico Leone Marciano andante con libro e spada. Nella stessa epoca tale iconografia venne in generale adottata quale simbolo dello Stato. Nei giorni di festa lo stendardo di San Marco veniva appeso all'abate, in lingua veneta abao, un oggetto inizialmente usato a Costantinopoli. Questo oggetto si costituiva di un piedistallo marmoreo e di palo dipinto di rosso sul quale veniva esposta la bandiera della Repubblica, spesso veniva usato anche davanti ai complessi religiosi dove però la bandiera esposta recava gli stemmi delle confraternite religiose che lo esponevano.
Il gonfalone presentava il Leone Marciano su campo azzurro bordato di croci e decorazioni dorate su fascia rossa. Le sei fiamme rappresentavano i sei sestieri della città (oggi, nell'attuale bandiera del Veneto compaiono invece sette fiamme, una per ciascuna delle sette province della regione).
Le navi della flotta usavano invece esporre lo stesso gonfalone, ma con campo rosso (come nell'attuale gonfalone della città di Venezia), colore sin dall'epoca romana associato alla forza militare.
Il Leone Marciano compariva poi inquartato anche nel tricolore dell'effimera Repubblica di San Marco, durante i moti risorgimentali del 1848.
Venne inoltre utilizzato per la bandiera delle Isole Ionie, antico possedimento veneziano, sotto protettorato russo-turco come Repubblica delle Sette Isole Unite (1800-1807 e 1815-1817) e successivamente come protettorato inglese come Stati Uniti delle Isole Ionie (1817-1864). Nella bandiera di questi due stati il leone reggeva una Bibbia chiusa su sette frecce che simboleggiavano le sette isole (Corfù, Cefalonia, Zante, Santa Maura, Itaca, Cerigo e Paxos). Nella bandiera degli Stati Uniti delle Isole Ionie venne aggiunta nel cantone la Union Flag britannica.

## Galleria d'immagini

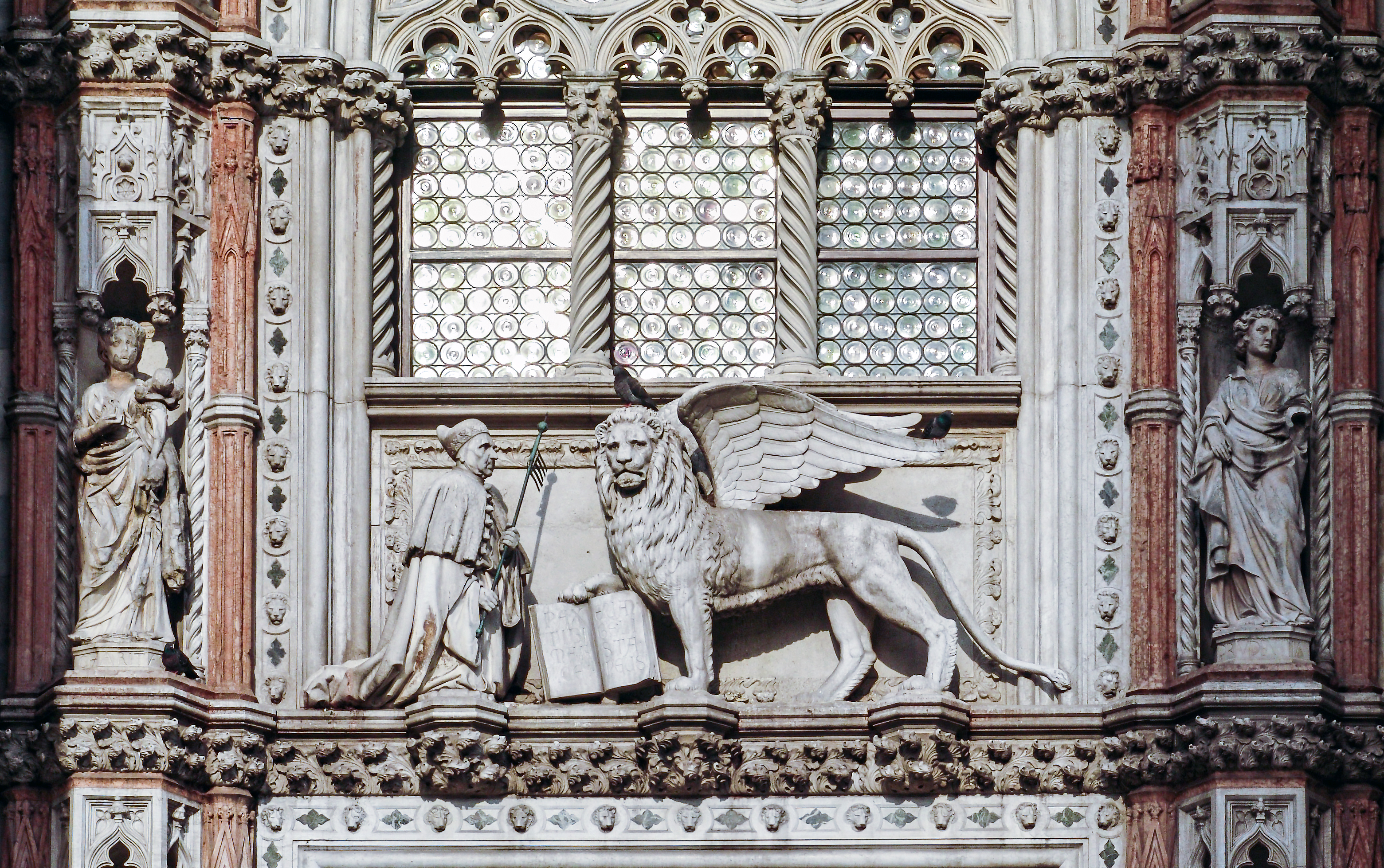
Leone Marciano con il Doge Francesco Foscari - Porta della Carta del Palazzo Ducale
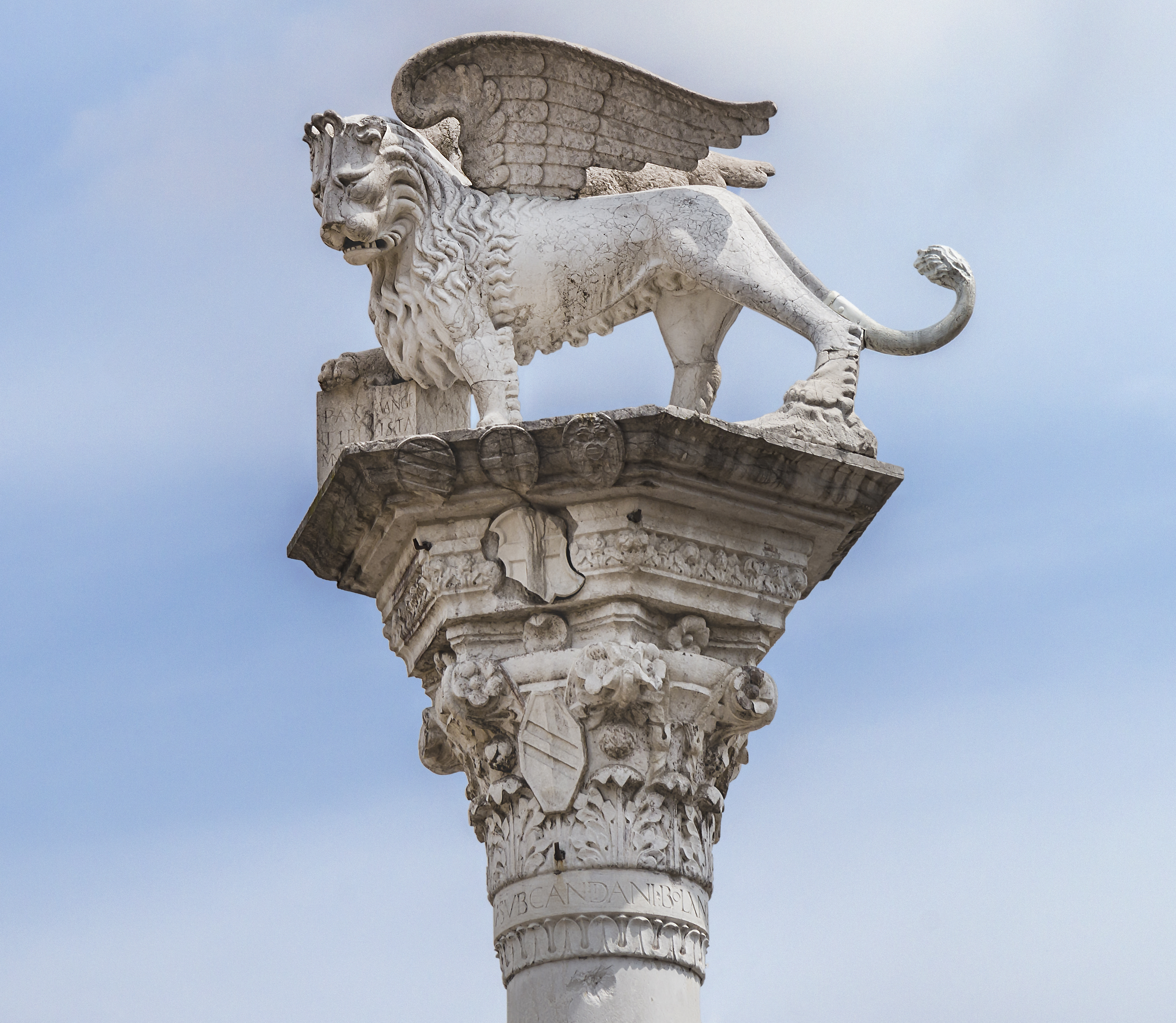
Particolare del leone marciano della Piazza dei Signori a Vicenza
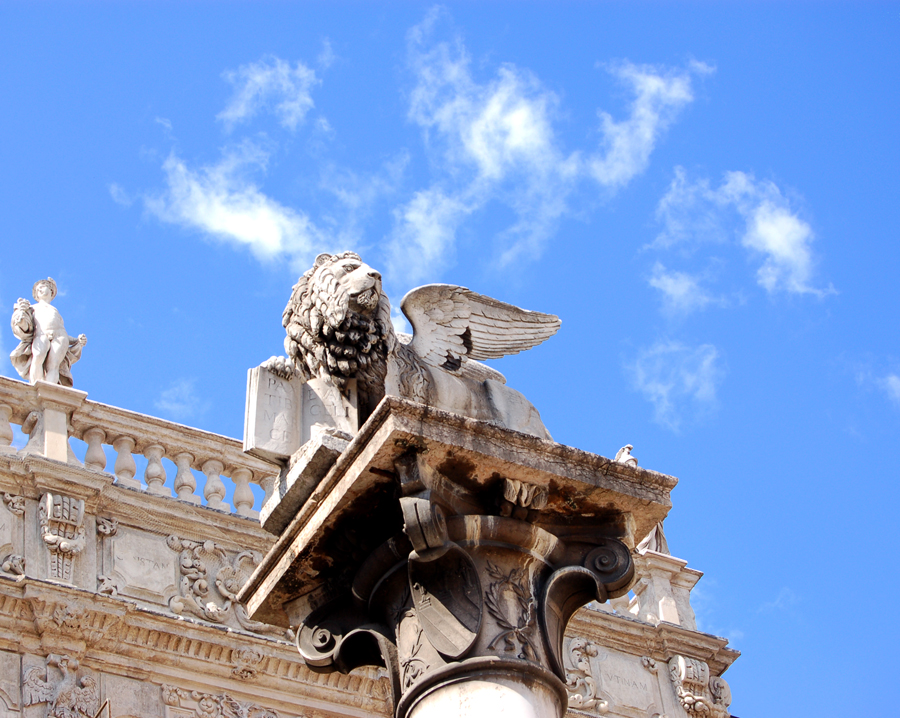
Leone Marciano in Piazza delle Erbe a Verona
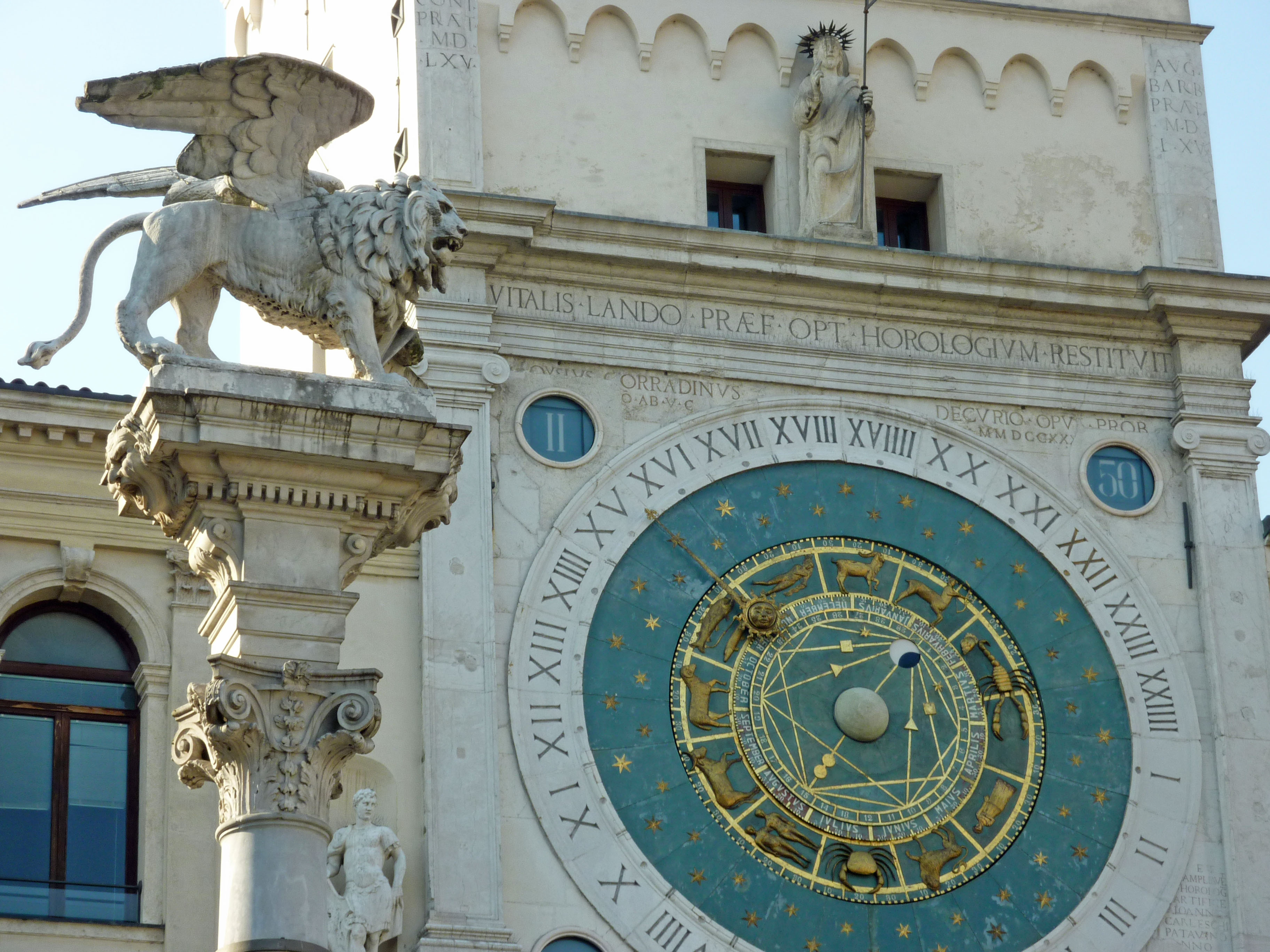
Piazza dei Signori a Padova.
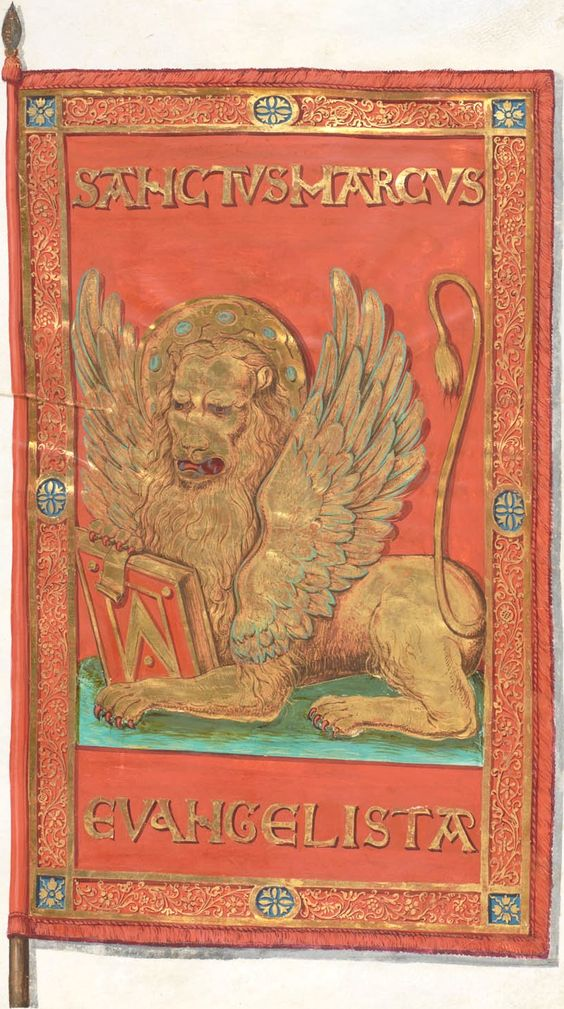
Un insegna veneziana catturata dagli svizzeri
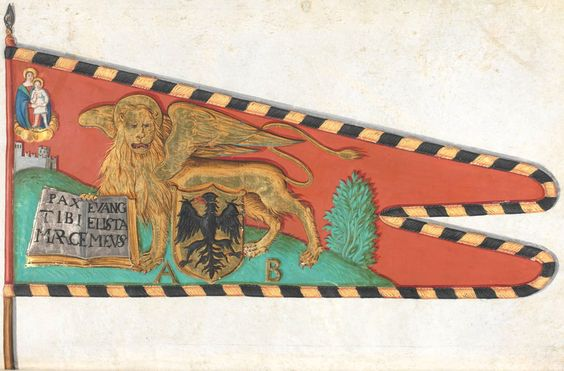
Uno stendardo che accompagna il leone di San Marco all'immagine della Madonna sostenuta da un crescente, è anche accompagnato dallo stemma dell'impero
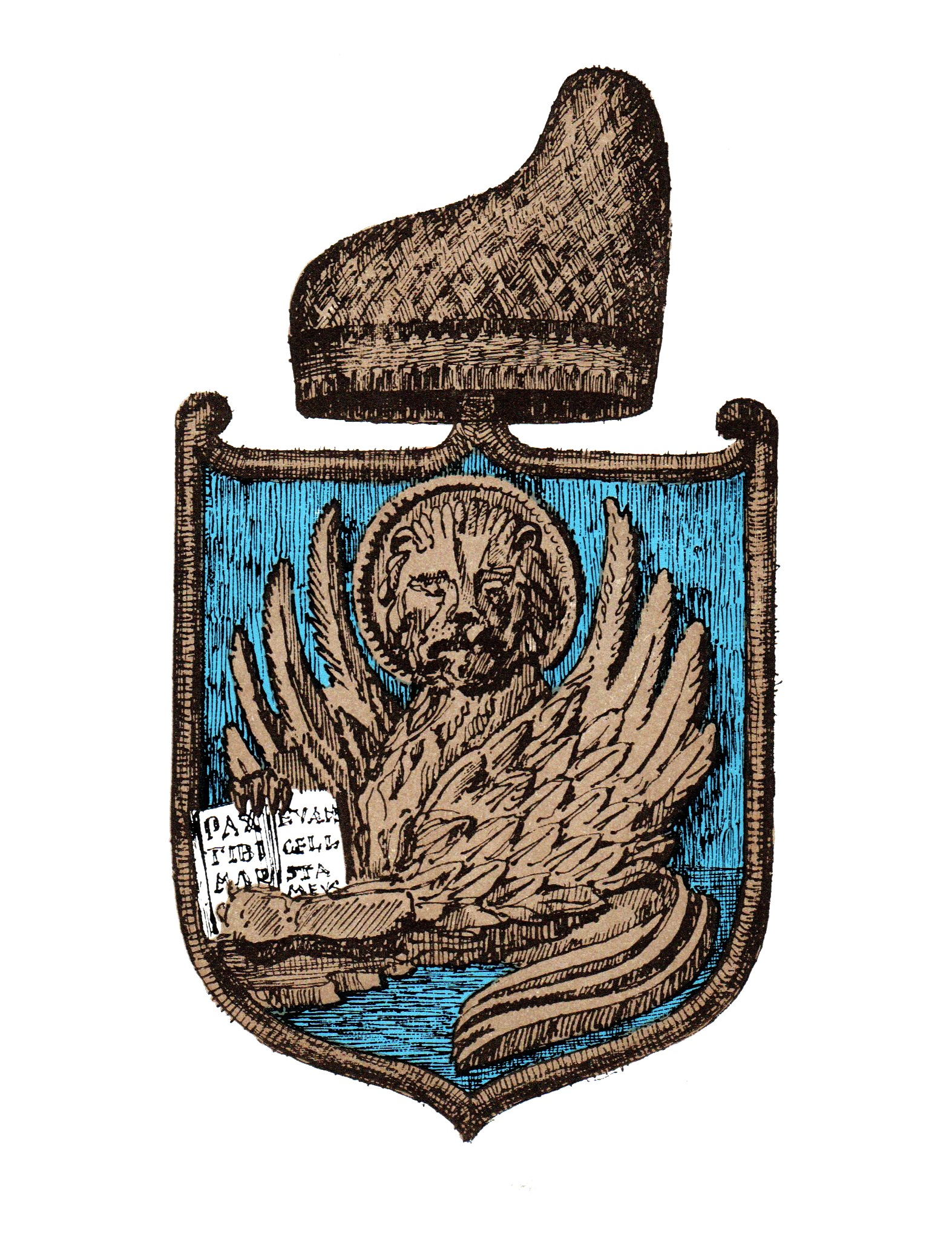
Stemma della città di Venezia: miniatura ufficiale allegata al D.P.R 6 novembre 1996